# Høddvoll Stadion
L'Høddvoll Stadion è uno impianto polisportivo situato a Ulsteinvik, comune di Ulstein, in Norvegia. È principalmente utilizzato per il calcio (fino al 2004 vi giocava l'IL Hødd), ma presenta anche una pista da corsa. Lo stadio fa parte del complesso sportivo costituito dal Nye Høddvoll, circondato da una pista da corsa, un campo di allenamento in erba naturale e un campo in erba sintetica, nonché una sala al coperto. L'Høddvoll Stadion ha una capacità di 4433 spettatori, di cui 2600 con posti a sedere.
Nell'aprile 2015 è stato aperto uno stadio completamente nuovo sul sito originale, il Nye Høddvoll. Ha una capacità di 4081 spettatori, tutti tranne 1000 seduti. 